# Dina Thorslund
Dina Thorslund (* 14. Oktober 1993 in Kopenhagen) ist eine dänische Profiboxerin, die seit März 2025 beim US-Promoter Most Valuable Promotions (MVP) unter Vertrag steht. Sie ist ehemalige WBC-Interimsweltmeisterin und WBO-Weltmeisterin im Superbantamgewicht, sowie aktuelle Weltmeisterin der WBO und WBC im Bantamgewicht.

## Karriere
Thorslund wurde bei den Amateuren 2010 Dänische Jugendmeisterin im Federgewicht, erreichte den 2. Platz bei der Nordischen Jugendmeisterschaft in Oslo und war Viertelfinalistin der Jugend-Europameisterschaft in Sangatte.
Ihr Profidebüt bestritt sie im Februar 2015 in Hamburg und blieb in sieben Kämpfen ungeschlagen, ehe sie am 21. Januar 2017 in Struer gegen die Rumänin Xenia Jorneac den Jugendweltmeistertitel der WBC im Superbantamgewicht gewann. In ihrem nächsten Kampf am 18. März 2017 in Aarhus gewann sie dann auch den EBU-Europameistertitel im Superbantamgewicht durch einen Sieg gegen die Rumänin Gabriella Mezei. Am 10. März 2018 boxte sie dann auch um die WBC-Interimsweltmeisterschaft im Superbantamgewicht und siegte in Struer gegen die Jamaikanerin Alicia Ashley.
Am 25. August 2018 gewann sie in Struer mit einem Sieg gegen die Mexikanerin Jessica Arreguin Munoz den WBO-Weltmeistertitel im Superbantamgewicht, den sie jeweils gegen die Deutsche Alesia Graf, die Australierin April Adams und die Serbin Nina Radovanović verteidigen konnte.
Im Anschluss wechselte sie in das Bantamgewicht und gewann am 25. Juni 2021 in Struer auch hier den WBO-Weltmeistertitel, nachdem sie sich gegen die Mexikanerin Jasseth Noriega durchgesetzt hatte. Mit diesem Sieg wurde sie die erste dänische Boxweltmeisterin in zwei Gewichtsklassen. Nach folgenden Titelverteidigungen gegen die Mexikanerin Zulina Muñoz, die Venezolanerin Niorkis Carreno und die Argentinierin Debora López, gewann sie am 1. September 2023 in Holstebro eine Titel-Vereinigung gegen die mexikanische WBC-Weltmeisterin Yuliahn Ávila.
Beide WM-Gürtel verteidigte sie bisher gegen die Spanierin Mary Romero, die Türkin Seren Çetin und die Japanerin Terumi Nuki.